# Vojin Lazarević
Vojin Lazarević (Nikšić, 22 de fevereiro de 1942) é um antigo futebolista e treinador de Montenegro.

## Carreira
Foi artilheiro da Liga Iugoslava de 1969.